# 浙江省教育考试院
浙江省教育考试院，是中华人民共和国浙江省教育厅所属的副厅级事业单位。现任院长为徐继彬，党委书记为黄亮。

## 职能
浙江省教育考试院主要负责制定本省考试招生工作的办法、具体措施，组织实施本省招生考试、学历证书考试、职业资格考试、社会化教育考试、相关涉外考试的命题、评卷、成绩管理工作，协助处理考试招生违纪违规事件，组织实施、指导协调招生录取等工作。此外，浙江省教育考试院亦负责完成浙江省高等学校招生委员会、浙江省高等教育自学考试委员会、浙江省教育厅交办的其他任务。
由浙江省教育考试院组织实施的考试主要有本省的普通高等学校招生全国统一考试（选考科目）、成人高等学校招生全国统一考试（部分科目）、普通高中学业水平考试、大学外语等级考试、中小学教师资格考试（面试）等。

## 内设机构
浙江省教育考试院内设十一个机构：
- 办公室
- 高校招生一部
- 高校招生二部
- 自学考试部
- 社会考试部
- 命题管理一部
- 命题管理二部
- 评估部
- 信息技术部
- 组织宣传部
- 研究室

## 事件

### 英语高考成绩加权赋分
2018年11月，浙江省举行高考英语科目考试。考试结束后，部分考生及家长反应难度过大。浙江省教育考试院遂参照去年同期试题难度，对部分试题（主要为阅读理解和语言运用）进行加权赋分。11月24日，成绩发布。由于加权赋分机制未事先说明，此次成绩受到考生的质疑，并引发社会广泛关注。27日，教育考试院在官网发布《关于英语科目考试成绩的说明》。12月5日，浙江省人民政府新闻办公室召开新闻发布会，公布此次事件调查结果，多名官员被追责。12月6日，英语科目的原始成绩发布。

### 《生活在树上》
2020年8月，《教学月刊》微信公众号发布《生活在树上》，并称此文章为当年高考浙江卷语文的满分作文（60分）。本文发布后引发舆论争议，其中包括对浙江省教育考试院评卷过程保密性和公平性的质疑。8月13日，教育考试院发布通报，宣布语文评卷组作文组组长陈建新严重违反评卷工作纪律，并停止其参加国家教育考试工作。